# Pedro de Vera
Pedro de Vera y Mendoza (* um 1430 in Jerez de la Frontera, Spanien; † Juni oder Juli 1505 in Jerez de la Frontera) war ein kastilisch-andalusischer Eroberer und Gouverneur. Er schloss 1483 die Eroberung der Insel Gran Canaria für die Krone von Kastilien erfolgreich ab.

## Kastilien
Pedro de Vera stammte aus dem andalusischen Adel. Seine Mutter war María de Vera de Vargas, sein Vater Diego Gómez de Mendoza. Während der Regierung des kastilischen Königs Heinrich IV. spielte Pedro de Vera eine bedeutende Rolle als Offizier in den Truppen des Grafen von Arcos, Juan Ponce de León und Ayala. Ab 1468 war er Kommandant des Castillo de Jimena de la Frontera und ab 1470 des Castillo de Arcos de la Frontera. Ab 1472 hatte er darüber hinaus das Amt eines Regidors in Jerez de la Frontera inne.

## Gran Canaria
Am 4. Februar 1480 ernannten Königin Isabella und König Ferdinand von Kastilien ihn zum Gouverneur der Insel Gran Canaria. Pedro de Vera verließ El Puerto de Santa María am 7. Juli 1480 in Richtung der Kanarischen Inseln. Die Eroberung der Insel Gran Canaria lag zu dieser Zeit in den Händen zweier Militärbefehlshaber, Juan Rejón und dem Dekan des Domkapitels des Bistums Rubicón Juan Bermúdez. Die erste Amtshandlung Pedro de Veras war die Aufklärung des Todes von Pedro de Algaba, seinem Vorgänger als Gouverneur. Dieser war auf Betreiben von Juan Rejón im Rahmen eines kurzen Prozesses verurteilt und hingerichtet worden. Pedro de Vera ließ Juan Réjon festnehmen und zum königlichen Hof Kastiliens bringen, damit dort entschieden würde. Aufgrund seiner Vollmachten war Pedro de Vera nicht nur für die zivile Verwaltung zuständig, ihm unterstanden auch die gesamten militärischen Kräfte zur Eroberung der Insel. Mit den Truppen, die von einer Kapitalgesellschaft finanziert wurden, an der auch Pedro de Vera beteiligt war, und ab 1482 zusätzlichen Truppen, die von dem Feudalherren der Inseln Lanzarote und Fuerteventura Diego de Herrera und seinem Sohn Hernán Peraza, dem Feudalherren der Inseln La Gomera und El Hierro, gestellt wurden, gelang es Pedro Vera, die Eroberung der Insel Gran Canaria im April 1483 abzuschließen. Anschließend begann er mit der Verteilung der Ländereien und der Wasserrechte unter Eroberern und Siedlern, die sich auf der Insel niederließen. Er schuf die notwendigen politischen und verwaltungsmäßigen Strukturen, die für eine dauerhafte Niederlassung der Siedler erforderlich waren, um die Insel endgültig in das Herrschaftsgebiet der Krone von Kastilien einzubeziehen. In einer Urkunde vom 3. August 1485 verwendeten die Königin und der König von Kastilien zum ersten Mal auch den Titel „Könige der Kanarischen Inseln“ („de las yslas de Canaria“), obwohl zu dieser Zeit La Palma und Teneriffa noch nicht erobert waren. Die Aufgaben Pedro de Veras als Gouverneur wurden häufig von Stellvertretern wahrgenommen, da er auf der Iberischen Halbinsel an verschiedenen Feldzügen, u. a. 1486 und 1487 im Krieg gegen Granada, teilnahm.

## La Gomera
Auf die Bitte von Hernán Peraza, dem Feudalherren der Inseln La Gomera und El Hierro, beteiligte sich Pedro de Vera im Jahr 1485 an der Niederschlagung einer Erhebung der Ureinwohner der Insel La Gomera. Am 20. November 1488 töteten Ureinwohner La Gomeras Hernán Peraza. Die Königin und der König von Kastilien ordneten durch königliche Urkunden vom 4. März 1489 an, dass Pedro de Vera die Witwe Hernán Perazas Beatriz de Bobadilla als Vormund ihrer Kinder in ihren legitimen Besitzungen auf La Gomera und El Hierro schützen sollte. Außerdem solle er helfen, die Bürger der Insel la Gomera zu bestrafen, die sich erhoben und ihren rechtmäßigen Herren getötet hatten. Pedro de Vera kam mit sechs Schiffen nach La Gomera. Das zeigte sehr eindeutig seine Absichten an. Sechs Schiffe waren sehr viel für die Menge der Männer, die sie brachten, aber vielleicht wenig für die Menge der Personen die Pedro de Vera gedachte, von der Insel mitzunehmen. Es wurde eine Trauerfeier für den Verstorbenen angekündigt, bei der jeder Gomero anwesend sein sollte. Es fanden sich sehr viele Gomeros ein, die im Vertrauen darauf, dass sie an dem Tod von Hernán Peraza unschuldig seien, zeigen wollten, dass sich nicht alle Gomeros im Kriegszustand befanden. Alle Anwesenden wurden durch die Leute Juan de Veras festgenommen und die männlichen Mitglieder der Stämme Orone und Agana von den anderen getrennt. Diese wurden kollektiv wegen Verrats zum Tode verurteilt. Ausgenommen wurden nur Personen unter 15 Jahren, der Rest wurde in einem großen Gemetzel umgebracht. Die Frauen und Kinder wurden als Sklaven auf die Schiffe verladen. Die Sklaven wurden aufgeteilt. Während ein großer Teil an Pedro de Vera ging, gab sich Beatriz de Bobadilla mit einem kleineren Teil zufrieden. Auch Inés de Peraza, die Mutter des Hernán Peraza, wurde an dem Gewinn beteiligt. Als die Königin und der König von Kastilien Informationen über die Vergeltungsaktion erhielten, veranlassten sie eine Überprüfung. Dabei wurde am 27. August 1490 die Freilassung aller in dieser Aktion versklavten Gomeros angeordnet. Pedro de Vera wurde aufgefordert, sich vor dem königlichen Gerichtshof zu verantworten. Im Oktober 1490 erlegten die Königin und der König von Kastilien ihm auf, eine Einlage von einer halben Million Maravedí zu hinterlegen, um damit die Käufer der Sklaven entschädigen zu können.
Am 31. März 1491 ernannten die Königin und der König von Kastilien Franzisco Maldonado zum „Juez pesquisidor“ der Insel Gran Canaria. Pedro de Vera sah sich veranlasst, mit seiner Familie die Insel zu verlassen, um die Arbeit Maldonados zu erleichtern. Er kehrte nie nach Gran Canaria zurück. Er ist vermutlich im Juni oder Juli 1505 in Jerez de la Frontera gestorben.